# Piquerobi
Piquerobi é um município do estado de São Paulo. Localiza-se a uma latitude de 21º52'03" sul e a uma longitude de 51º43'43" oeste, estando a uma altitude de 440 metros. Possui uma área de 483,72 quilômetros quadrados.

## Topônimo
"Piquerobi" deriva do tupi antigo pikyroby, que significa "piquiras (uma espécie de peixe miúdo) verdes", através da composição de pikyra (piquira) e oby (verde).
No século XVI, os colonizadores portugueses João Ramalho e António Rodrigues, quando aportaram em São Vicente, casaram-se respectivamente com Bartira, filha de Tibiriçá, e com uma das filhas do cacique Piquerobi, sendo este, portanto, um dos patriarcas paulistas. 
A denominação dada ao município, contudo, é decorrente de homenagem que se quis prestar a um dos engenheiros que demarcavam terras na região, Artur Piquerobi de Aguiar Whitaker, que foi secretário da justiça do Estado de São Paulo em 1946.

## História

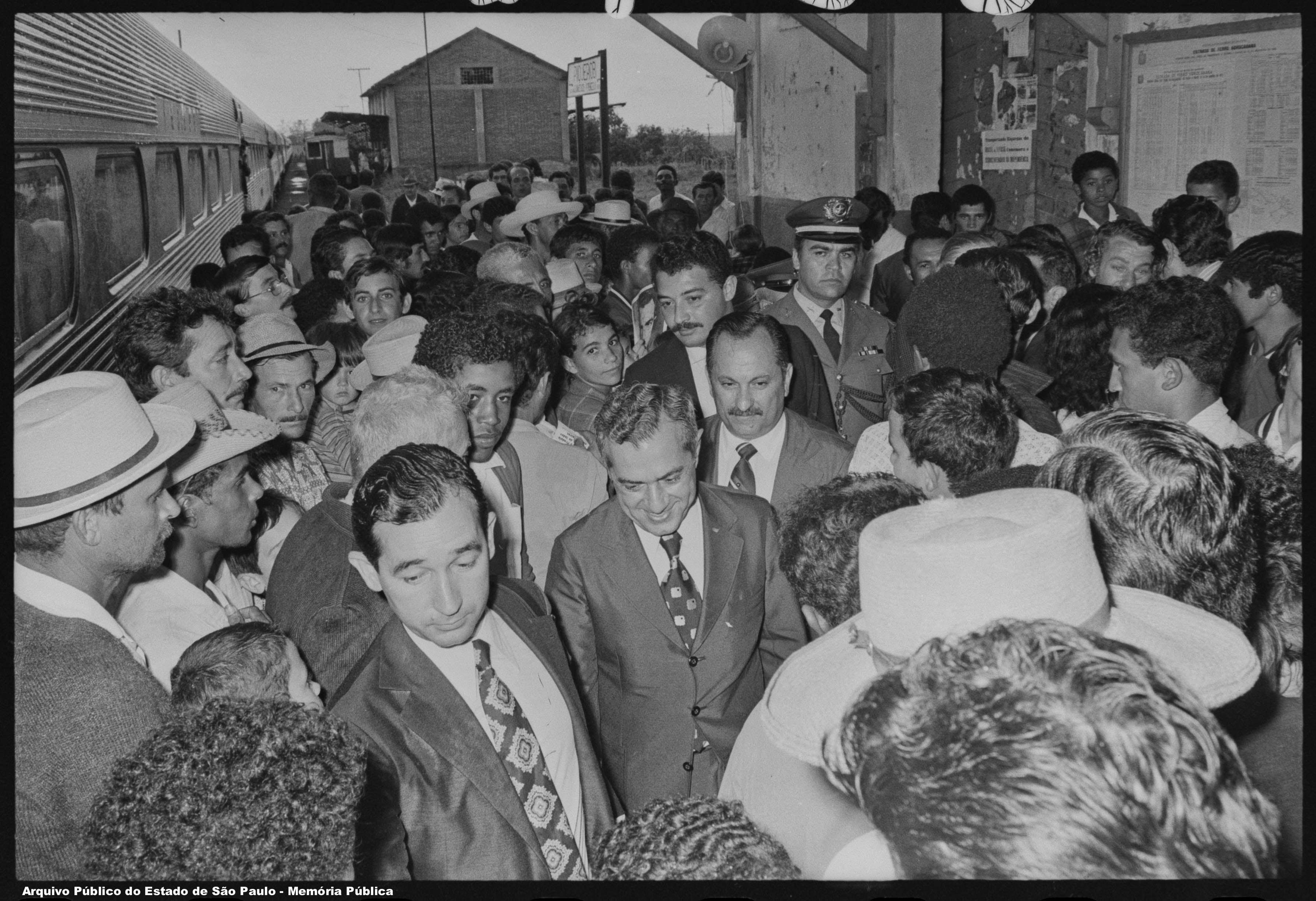
O governador Natel desembarcando na estação ferroviária de Piquerobi, durante visita oficial à região da Alta Sorocabana, 1972.
Arquivo Público do Estado de São Paulo.

O oeste do estado de São Paulo era ocupado até o século XIX pelos caingangues. Estes foram massacrados devido ao avanço do café na região. Não de sabe ao certo a data da fundação do Município entretanto parece tratar-se do ano de 1917, quando chegaram os primeiros moradores não índios  ou fundadores foram  Miguel Carmona, Domingos Tacone, Ambrósio Garcia e seu irmão Julián García e Mário Fairbanks, que chegaram em 1917. A área, contudo, foi loteada por Artur Ramos e Silva Júnior, coronel Manuel Pinheiro e Sooma Issamo. A estação de estrada de ferro Sorocabana foi inaugurada em 14 de julho de 1921, o que fez aumentar o número de moradores.
Em 1928, o povoado foi elevado à categoria de distrito de paz. Em 1948, foi elevado a município. A instalação somente se deu no ano seguinte, no dia 20 de março, data que passou a ser considerada a data do aniversário da cidade.  Foi adotada a data de  29 de setembro, como dia consagrado a São Miguel Arcanjo.

## Geografia

### Demografia
Dados do Censo - 2010
População total: 3 537
- Urbana: 2 669
- Rural: 868
- Homens: 1 753
- Mulheres: 1 784

Densidade demográfica (hab./km²): 7,33
Mortalidade infantil até 1 ano (por mil): 19,56
Expectativa de vida (anos): 69,36
Taxa de fecundidade (filhos por mulher): 2,03
Taxa de alfabetização: 84,49%
Índice de Desenvolvimento Humano (IDH-M): 0,744
- IDH-M Renda: 0,664
- IDH-M Longevidade: 0,739
- IDH-M Educação: 0,829

(Fonte: IPEADATA)

### Rodovias
- SP-270
- SP-563
- PQB-010

### Ferrovias
- Linha Tronco da antiga Estrada de Ferro Sorocabana [8]

### Hidrografia
- Rio do Peixe

## Infraestrutura

### Comunicações
O sistema de telefones automáticos foi inaugurado na cidade em 1984 pela Telecomunicações de São Paulo (TELESP), que também implantou o sistema de discagem direta à distância (DDD) em 1984 com o código de área (0182). Anteriormente a cidade era atendida pela Empresa Telefônica Paulista.
Na década de 90 o código DDD da cidade foi alterado para (018), para padronização do sistema telefônico com a telefonia celular que estava sendo implantada em todo o estado.

### Educação
O município conta com três estabelecimentos de ensino: EE Prof. Maria Aparecida Queiroz Casari na Rua Armando Salles, 466; a EMEIF Maria Aparecida Dassie Vergani na Rua Barão do Rio Branco, 151; e a Cemei Tia Maura.

### Esportes
Piquerobi tem um ginásio de esportes, o Ginásio de Esportes Municipal "Guido Raysaro".
Há, também, o Estádio Municipal "Arthur Ramos" e a Praça de Esportes "Conrado Isadoro Paludetto", além de quadras espalhadas pela cidade, uma na praça "Lídio de Sousa Santos", no bairro da Barra Funda, outra no bairro do Jardim Alvorada e outra na escola estadual Professora Maria Aparecida Queiroz Casari.

## Administração
- Prefeito: Adriana Crivelli Biffe (MDB) – 2025/2028
- Vice-prefeito: Gilberto Marcelino Bonini (UNIÃO)
- Presidente da Câmara: Claudinei Vicente Costa (MDB)  – 2025/2026

## Turismo
- Procissão Anual de Corpus Christi incluída no Calendário anual da Secretaria de Turismo do Estado de São Paulo.
- Praça da Matriz
- Rio do Peixe
- Lagoa dos Patos e Lagoa do Jacaré
- Rio Ribeirão Claro

Piquerobi conta com várias praças espalhadas pela cidade, sete no total, sendo três delas no bairro Barra Funda, e quatro delas no Centro. Há, também, o Parque "Mario Covas", um grande parque municipal com academia de ginástica, parquinho infantil e uma pista de caminhada com cerca de 400 metros. O parque é totalmente público. O parque está localizado atrás do Velório Municipal, no Centro.

## Religião
O Cristianismo se faz presente na cidade da seguinte forma:

### Igreja Católica
- A igreja faz parte da Diocese de Presidente Prudente.[14]

Piquerobi, há mais de 40 anos, realiza uma famosa festa religiosa no dia de Corpus Christi. O padroeiro da cidade é são Miguel Arcanjo.

### Igrejas Evangélicas
- Assembleia de Deus Ministério do Belém.[15][16]
- Congregação Cristã no Brasil.[17]
- Igreja Batista (CBB)